# Kumtor-Mine
Die Kumtor-Mine (kirgisisch Кумтөр Kumtör) ist die größte Goldmine Kirgisistans und von immenser wirtschaftlicher Bedeutung für das zentralasiatische Land.

## Lage
Die Kumtor-Mine liegt im Osten Kirgisistans im Oblus Yssyk-Köl. Der gleichnamige Gebirgssee Yssyk-Köl befindet sich nördlich der Mine. Das Gebiet rund um die Mine ist vom Tianschan geprägt und kaum besiedelt. Die Mine selbst liegt auf einer Höhe von circa 4000 Meter und ist damit die zweithöchste kommerziell betriebene Goldmine der Welt.

## Wirtschaftliche Bedeutung

Panorama

Die Kumtor-Mine ist von überaus großer Bedeutung für die kirgisische Wirtschaft. Sie trug in den vergangenen Jahren zwischen 10 und 12 % zum Bruttoinlandsprodukt des Landes bei, ist der größte nicht-staatliche Arbeitgeber und Steuerzahler im Land und steht für 25 % der industriellen Wertschöpfung sowie für 50 % der Exporteinnahmen des Landes. 97,5 % der knapp 3000 Arbeiter in der Goldmine sind kirgisischer Nationalität.

## Geschichte

### Entdeckung der Vorkommen
Die Goldvorkommen der heutigen Kumtor-Mine wurden bereits während der Sowjet-Ära im Rahmen einer geophysikalischen Expedition im Jahr 1978 entdeckt. 1989 veröffentlichte das Ministerium für Geologie der UdSSR einen Bericht, der das Ergebnis einer vorläufigen Exploration zusammenfasste. Dabei kamen die Verantwortlichen zu dem Schluss, dass die Erschließung des Vorkommens mit enormen Kosten einherginge und daher vorerst nicht umsetzbar sei.

### Erschließung
Mit der Unabhängigkeit Kirgisistans im Jahr 1991 kam neue Bewegung in die Erschließung der Goldvorkommen im Osten des jungen Staates. 1992 reisten erstmals Verantwortliche des kanadischen Bergbau-Unternehmens Cameco nach Kirgisistan, noch im selben Jahr schlossen die kirgisische Regierung und das Unternehmen ein Abkommen zur Gründung des Kumtor-Gold-Projekts, das den kommerziellen Abbau der vorhandenen Goldreserven im Tianshan vorsah. Weitere Schritte auf diesem Weg waren die Gründung der Kumtor Operating Company 1993 und der Abschluss einer Machbarkeitsstudie 1994. 1996 konnte die Mine schließlich eröffnet werden, 1997 begann der kommerzielle Goldabbau.

### Betrieb
Im Jahr 1998 durchbrach die Gesamtförderung die Marke von einer Million Unzen, 2002 wurden 100 t erreicht. Im Jahr 2004 kam es zur Umstrukturierung der Betreibergesellschaft, die künftig unter dem Namen Centerra Gold Inc. agierte. Dies wurde durch ein Abkommen aus dem Jahr 2003 ermöglicht, in dem das kirgisische Staatsunternehmen Kyrgyzaltyn und das kanadische Unternehmen Cameco sich einigten, dass die neue geformte Centerra Gold Inc. eine Zwei-Drittel-Beteiligung an der Kumtor-Mine erhält und Kyrgyzaltyn im Gegenzug eine Ein-Drittel-Beteiligung an Centerra. 2009 ratifizierte das kirgisische Parlament das Abkommen zur neuen Besitzstruktur an der Kumtor-Mine, das unter anderem vorsah, dass das Unternehmen Kumtor Gold Company zu 100 % in den Besitz der Centerra Gold übergeht. Im Jahr 2005 wurde geschätzt, dass die Mine bis 2013 in Betrieb sein würde, 2012 wurde die Lebensdauer der Mine bis 2023 verlängert.

### Konflikte und Korruptionsvorwürfe

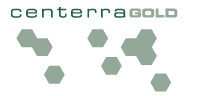
Logo von Centerra Gold

Unter Präsident Almasbek Atambajew kam es zu schwerwiegenden Auseinandersetzungen zwischen Centerra und dem kirgisischen Staat. Nationalistische Kräfte forderten immer wieder die komplette Verstaatlichung der wichtigen Mine und schürten damit den Konflikt mit dem kanadischen Besitzer. Ein Kompromissvorschlag seitens der Kanadier zur Gründung eines Joint Ventures mit einer 50%igen Beteiligung für beide Seiten wurde vom damaligen kirgisischen Premierminister Dschoomart Otorbajew abgelehnt. Daraufhin kündigte Centerra an, die festgefahrenen Streitigkeiten in einem Schiedsverfahren vor der Kommission der Vereinten Nationen für internationales Handelsrecht lösen zu wollen. Präsident Atambayev reagierte mit der Ankündigung, sämtliche Abkommen zwischen dem kirgisischen Staat und dem Staatsunternehmen Kyrgyzaltyn mit den kanadischen Besitzern prüfen zu wollen.
„Die Menschen müssen wissen, warum Kumtor, das der Stolz Kirgisistans und das größte Investitionsprojekt sein sollte, von den Menschen als ‚der größte Betrug‘ wahrgenommen wird.“

- Kirgisistans Präsident Atambayew im Jahr 2016
In dem Kontext dieser Verträge kam es zu mehreren Verhaftungen wegen Korruption und Bestechung. Außerdem wurde den kanadischen Eigentümern von kirgisischer Seite vorgeworfen, zu wenig in die Mine zu investieren und die Erträge aus der Kumtor-Mine für andere Projekte auf der Welt aus Kirgisistan abzuziehen. Auf Grund dieser Auseinandersetzung setzte die Centerra Gold Inc. auf eine zunehmende Diversifizierung des Geschäfts, vor allem durch die Eröffnung oder Übernahme von Goldminen in anderen Ländern. Trotz dieser Konflikte bestanden die Eigentumsverhältnisse zunächst unverändert fort. Centerra hatte sich allerdings unter anderem dazu verpflichtet, 1 % der Bruttoeinnahmen aus der Mine an den Yssykkul-Entwicklungsfonds zu spenden. Kirgisistan entsandte drei Personen in den Aufsichtsrat des kanadischen Förderers.
Es kam jedoch zu einer weiteren Verschärfung der Interessengegensätze, und nach einer faktischen Übernahme der Mine durch den kirgisischen Staat im Jahr 2021 und nach der Einleitung eines internationalen Schiedsverfahrens durch das kanadische Unternehmen wurde im April 2022 eine außergerichtliche Einigung bekannt, die auf eine Übergabe der Kumtor-Mine an den kirgisischen Staat hinausläuft.
Im Jahr 2023 wurde Tengiz Bolturuk, der nach der Verstaatlichung von Sadyr Dschaparow zum Direktor bestimmt worden war, wegen Korruption angeklagt.

## Umweltprobleme

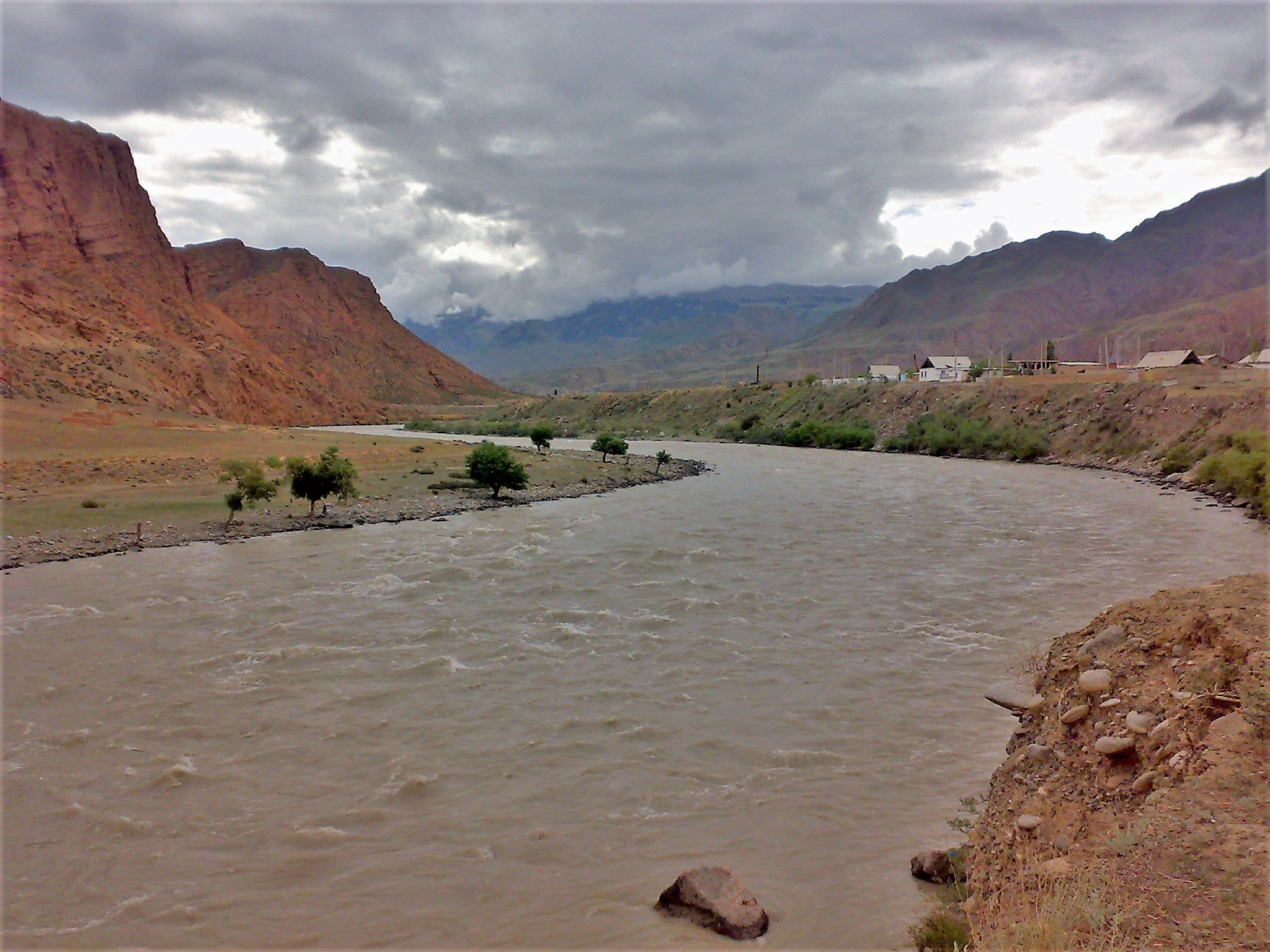
Der Fluss Naryn nahe der gleichnamigen Stadt

Umweltschützer äußern zahlreiche Bedenken bezüglich der Folgen des Goldabbaus in Kumtor. Die Sprengungen zur Erweiterung der Mine und die riesigen Schaufelradbagger, die in der Mine zum Einsatz kommen, zerstören die Gebirgslandschaften und tragen zum Rückgang der umliegenden Gletscher bei. Bei der Förderung entsteht zudem Abraum (Tailings), der in einen künstlichen See geleitet wird. Es wird befürchtet, dass bei einem Erdbeben der Damm des Sees brechen könnte und sich die giftigen Stoffe in den Fluss Naryn ergießen würden. Auch wird eine Wasserverschmutzung durch Abwasser der Mine in umliegenden Flüssen und verunreinigtes Schmelzwasser der Gletscher befürchtet.